# ゾフィー・シャルロッテ・フォン・ブランデンブルク＝バイロイト
ゾフィー・シャルロッテ・フォン・ブランデンブルク＝バイロイト（ドイツ語：Sophie Charlotte von Brandenburg-Bayreuth, 1713年7月27日 - 1747年3月2日）は、ザクセン＝ヴァイマル＝アイゼナハ公エルンスト・アウグスト1世の妃。

## 生涯
ゾフィー・シャルロッテはブランデンブルク＝バイロイト辺境伯ゲオルク・フリードリヒ・カールとドロテア・フォン・ホルシュタイン＝ベックの娘である。1716年、母ドロテアは姦通の罪で投獄された。
1734年4月7日にバイロイトにおいてエルンスト・アウグスト1世・フォン・ザクセン＝ヴァイマル＝アイゼナハと結婚した。夫にとっては2番目の妃であった。2人の間には4子が生まれた。
- カール・アウグスト（1735年 - 1736年）
- エルンスト・アウグスト2世コンスタンティン（1737年 - 1758年） - ザクセン＝ヴァイマル＝アイゼナハ公
- エルネスティーネ・アウグステ・ゾフィー（1740年 - 1786年） - 1758年にザクセン＝ヒルトブルクハウゼン公エルンスト・フリードリヒ3世と結婚
- エルンスト・アドルフ（1742年 - 1743年）

1741年7月26日、夫エルンスト・アウグスト1世は公位を継承した。
1747年にイルメナウにおいてゾフィー・シャルロッテは死去し、同地に埋葬された。